# 1693 a tudományban
Az 1693. év a tudományban és a technikában.

## Születések
- március 24. – John Harrison brit kézműves bútorasztalos, autodidakta órás; a tengerészeti kronométer feltalálója († 1776)
- március – James Bradley angol csillagász, ő fedezte fel a csillagászati aberráció, majd a nutáció jelenségét, később a Greenwichi Királyi Csillagvizsgáló igazgatója volt († 1762)